# Eva Nyblom
Eva Gustava Axelina Nyblom, under en tid Hamrin, ogift Swensson, född 16 maj 1864 i Göta livgardes församling i Stockholm, död 15 maj 1931 i Stockholm, var en svensk skådespelare. 
Hon var elev vid Operan 1882–1885 och engagerad där 1885–1886. Hon uppträdde därefter vid Vasateatern 1887–1888 och vid Dramaten från 1889. Bland hennes roller märks Barbarina i Figaros bröllop, Oberon i En midsommarnattsdröm, Paul i De oskiljaktige och Alice i Fregattkaptenen. Senare var hon engagerad hos Albert Ranft.
Eva Nyblom var dotter till musikdirektören Axel Swensson och Emilie Strömberg. Hon var först gift med skådespelaren Ossian Hamrin (1855–1907) och sedan från 1900 till sin död med teaterregissören och skådespelaren Knut Nyblom  (1870–1949). Eva Nyblom är begravd på Norra begravningsplatsen utanför Stockholm.

## Teater

### Roller (ej komplett)
| År   | Roll                    | Produktion                                                                                    | Regi                     | Teater        |
| ---- | ----------------------- | --------------------------------------------------------------------------------------------- | ------------------------ | ------------- |
| 1887 | Alizia                  | Amors gengångare Louis Varney, Jules Prével och Armand Liorat                                 |                          | Vasateatern   |
| 1905 |                         | En kvinnostrid Ernst Fastbom                                                                  |                          | Södra Teatern |
| 1907 |                         | Fernands giftermål Georges Feydeau                                                            |                          | Vasateatern   |
| 1907 |                         | Vid gamla gatan J.M. Barrie                                                                   |                          | Vasateatern   |
| 1908 |                         | Har ni något att förtulla? Maurice Hennequin                                                  |                          | Vasateatern   |
| 1908 | Marotte                 | De löjliga preciöserna Molière                                                                | Emil Grandinson          | Dramaten      |
| 1909 |                         | Arsène Lupin Francis de Croisset och Maurice Leblanc                                          | Knut Nyblom              | Oscarsteatern |
| 1910 | Zénobie                 | Sendraget Maurice Hennequin                                                                   | Knut Nyblom              | Vasateatern   |
| 1910 | Mrs Watson              | Penelope Somerset Maugham                                                                     | Albert Ranft Knut Nyblom | Vasateatern   |
| 1910 | Fru Edmond              | Utan inbjudningskort Tristan Bernard                                                          | Knut Nyblom              | Vasateatern   |
| 1911 | Félicie                 | Coralie och Co Maurice Hennequin och Albin Valabrègue                                         | Knut Nyblom              | Vasateatern   |
| 1911 | Odette de Versannes     | Buridans åsna Robert de Flers och Gaston Arman de Caillavet                                   | Knut Nyblom              | Vasateatern   |
| 1911 | Clemence                | Nattlampan Miguel Zamocois                                                                    |                          | Vasateatern   |
| 1912 | Beda Modigh             | Leda och svanen Algot Sandberg                                                                | Knut Nyblom              | Vasateatern   |
| 1912 | Anna Wall               | Kommanditbolaget Wall, Berger & C:o Einar Fröberg                                             | Knut Nyblom              | Vasateatern   |
| 1912 | Baronessan Liwenhausen  | 4711 Algot Sandberg                                                                           | Knut Nyblom              | Vasateatern   |
| 1912 | Mrs Duckett             | Den nakna sanningen (The Naked Truth) George Paston och W.B. Maxwell                          | Knut Nyblom              | Vasateatern   |
| 1913 | Laura Ahldorf           | Som man är klädd... Gábor Drégely                                                             | Knut Nyblom              | Vasateatern   |
| 1913 | Änkehofrådinnan Zeissel | Ett modernt äktenskap (Das paar nach der mode) Raoul Auernheimer                              | Knut Nyblom              | Vasateatern   |
| 1913 | Lady Melroses           | Amatörtjuven (Raffles, The Amateur Cracksman) E. W. Hornung och Eugene Presbrey               | Knut Nyblom              | Vasateatern   |
| 1914 | Senora Meria            | Affären Costa Negra Gustaf Janson                                                             | Knut Nyblom              | Vasateatern   |
| 1914 | Mathilde                | Spanska flugan (Die spanische Fliege) Franz Arnold och Ernst Bach Översättning Algot Sandberg | Knut Nyblom              | Vasateatern   |
| 1914 | Baronessan von Ballio   | Trötte Teodor Max Neal och Max Ferner                                                         | Knut Nyblom              | Vasateatern   |
| 1915 | Ottillia                | Inkvartering Dick Digerman                                                                    | Oscar Byström            | Vasateatern   |